# SMH Group Stadium
Das SMH Group Stadium ist ein Fußballstadion in der englischen Stadt Chesterfield, Derbyshire. Es ist die Heimspielstätte des Fußballvereins FC Chesterfield.

## Geschichte
Das Stadion wurde im Sommer 2010 mit einem Spiel gegen Derby County eingeweiht und ersetzt das 1871 eröffnete Saltergate. Es ist komplett mit Sitzplätzen auf den überdachten Rängen ausgestattet. Die Kapazität liegt bei 10.400 Plätzen. Der Bau hat 13 Mio. £ gekostet. 
Von der Eröffnung bis zum Ende der Saison 2011/12 hieß das Stadion b2net Stadium; ab der Saison 2012/13 trug es den Namen Proact Stadium. Von 2020 bis 2023 war es als Technique Stadium bekannt. Im Juni 2023 erhielt es den Namen der SMH Group.